# Appendicula pauciflora
Appendicula pauciflora är en orkidéart som beskrevs av Carl Ludwig von Blume. Appendicula pauciflora ingår i släktet Appendicula och familjen orkidéer. Inga underarter finns listade i Catalogue of Life.